# Danjel
Danjel är en modern-klassisk variant på det vanliga namnet Daniel. Det finns idag omkring 50 män som är folkbokförda med stavningen, men betydligt fler som använder den. 
Vid germaniseringen av svenskan ersattes många fornnordiska stavningar och ljud med germanska varianter och detta avspeglades inte bara i bruksord utan även i namnmodet. Diftongen "ie" är en typisk germansk konstruktion medan "nj" eller "nje" är mer nordisk.
Stavningen Danjel återfinns även i Vilhelm Mobergs Utvandrar-serie.
Hur Danjel uttalas beror givetvis på den enskilde namnbäraren och regionala skillnader i språk, men det vanliga är att det uttalas precis som det stavas och inte med fransk accentuering av "je" eller med kort "a" ljud som vid en dubbelteckning av "n". Man kan tänka sig ett mer norrländskt uttal med den fonetiska uppdelningen Dan-jel, vilket kan jämföras med det vanliga uttalet av Daniel som antingen Dan-i-el eller Dan-iel beroende på region.
Bland kända svenskar som använder stavningen finns:
Äventyraren och världsomseglaren Danjel Henriksson, teaterkritikern Danjel Andersson och gitarristen Danjel Röhr